# Stephanoberyx monae
Stephanoberyx monae är en fiskart som beskrevs av Gill, 1883. Stephanoberyx monae ingår i släktet Stephanoberyx och familjen Stephanoberycidae. Inga underarter finns listade i Catalogue of Life.